# Sphaerostephanos hispiduliformis
Sphaerostephanos hispiduliformis är en kärrbräkenväxtart som först beskrevs av Carl Frederik Albert Christensen, och fick sitt nu gällande namn av Holtt. Sphaerostephanos hispiduliformis ingår i släktet Sphaerostephanos och familjen Thelypteridaceae.

## Underarter
Arten delas in i följande underarter:
- S. h. brassii
- S. h. vinkii